# Vladimir, Pernik
Vladimir (în bulgară Владимир) este un sat în comuna Radomir, regiunea Pernik,  Bulgaria. 

## Demografie
Componența etnică a satului Vladimir
     Bulgari (91,12%)
     Romi (2,36%)
     Nicio identificare (6,5%)
     Altele (0%)
La recensământul din 2011, populația satului Vladimir era de 169 locuitori. Din punct de vedere etnic, majoritatea locuitorilor (91,12%) erau bulgari, cu o minoritate de romi (2,36%). Pentru 6,5% din locuitori nu este cunoscută apartenența etnică.